# Vallerois-le-Bois
Vallerois-le-Bois ist eine Gemeinde im französischen Département Haute-Saône in der Region Bourgogne-Franche-Comté.

## Geographie
Vallerois-le-Bois liegt auf einer Höhe von 310 m über dem Meeresspiegel, etwa 13 Kilometer südöstlich der Stadt Vesoul (Luftlinie). Das Haufendorf erstreckt sich am südlichen Rand des Beckens von Vallerois, nördlich des Flusstals des Ognon, zwischen den Waldhöhen des Bois de la Côte im Süden und des Montcuchot im Nordwesten.
Die Fläche des 12,59 km² großen Gemeindegebiets umfasst einen Abschnitt der gewellten Landschaft zwischen den Flusstälern von Ognon im Süden und Saône im Nordwesten. Der Hauptteil des Gebietes wird vom Becken von Vallerois eingenommen, das durchschnittlich auf 290 m liegt. Es weist eine Breite von 3 km und eine Länge von 5 km auf und wird überwiegend landwirtschaftlich genutzt. Für die Entwässerung nach Südwesten zur Linotte sorgt der Ruisseau de la Grange-Lambert. Ansonsten gibt es keine oberirdischen Fließgewässer, weil das Niederschlagswasser im verkarsteten Untergrund versickert.
Das Becken wird von plateauartigen Anhöhen umrandet, die hauptsächlich mit Wald bestanden sind und Höhen zwischen 350 und 400 m erreichen. Im Norden erstreckt sich das Gemeindeareal in den Bois de l'Engorgié, im Osten bis in die Grands Bois. Nach Süden steigt der Hang steil zur Hochfläche des Bois de la Côte und des Bois de Chassey an. Hier wird mit 401 m die höchste Erhebung von Vallerois-le-Bois erreicht. Ganz im Süden befindet sich das Quellgebiet der Linotte, deren Talsystem in die Kalkschichten der mittleren und oberen Jurazeit eingeschnitten ist.
Zu Vallerois-le-Bois gehören neben dem eigentlichen Ort verschiedene Weiler und Hofsiedlungen, darunter:
- Baslières (315 m) am Südrand des Beckens von Vallerois
- Montépenoux (295 m) am Nordrand des Beckens von Vallerois

Nachbargemeinden von Vallerois-le-Bois sind Noroy-le-Bourg und Cerre-lès-Noroy im Norden, Borey und Esprels im Osten, Chassey-lès-Montbozon im Süden sowie Dampierre-sur-Linotte im Westen.

## Geschichte
Verschiedene Spuren aus der gallorömischen Zeit weisen darauf hin, dass das Gemeindegebiet von Vallerois schon sehr früh besiedelt war. Im Mittelalter gehörte Vallerois zur Freigrafschaft Burgund und darin zum Gebiet des Bailliage d’Amont. Es bildete eine eigene Herrschaft, die im 14. Jahrhundert der Familie Montrost gehörte. Auch die Abtei Bellefaux hatte Grundbesitz auf dem Gemeindeboden. Zusammen mit der Franche-Comté gelangte Vallerois mit dem Frieden von Nimwegen 1678 definitiv an Frankreich. 
Zu einer Gebietsveränderung kam es 1808, als die vorher selbständige Gemeinde Baslières (1131 erstmals urkundlich erwähnt) mit Vallerois-le-Bois fusioniert wurde. In der zweiten Hälfte des 19. Jahrhunderts wurde das Dorf mit der Eröffnung der Bahnlinie von Vesoul nach Montbozon an das französische Eisenbahnnetz angebunden. Der Betrieb der Strecke wurde jedoch im 20. Jahrhundert wieder eingestellt. Heute ist Vallerois-le-Bois Mitglied des zwölf Ortschaften umfassenden Gemeindeverbandes Communauté de communes des Grands Bois.

## Sehenswürdigkeiten

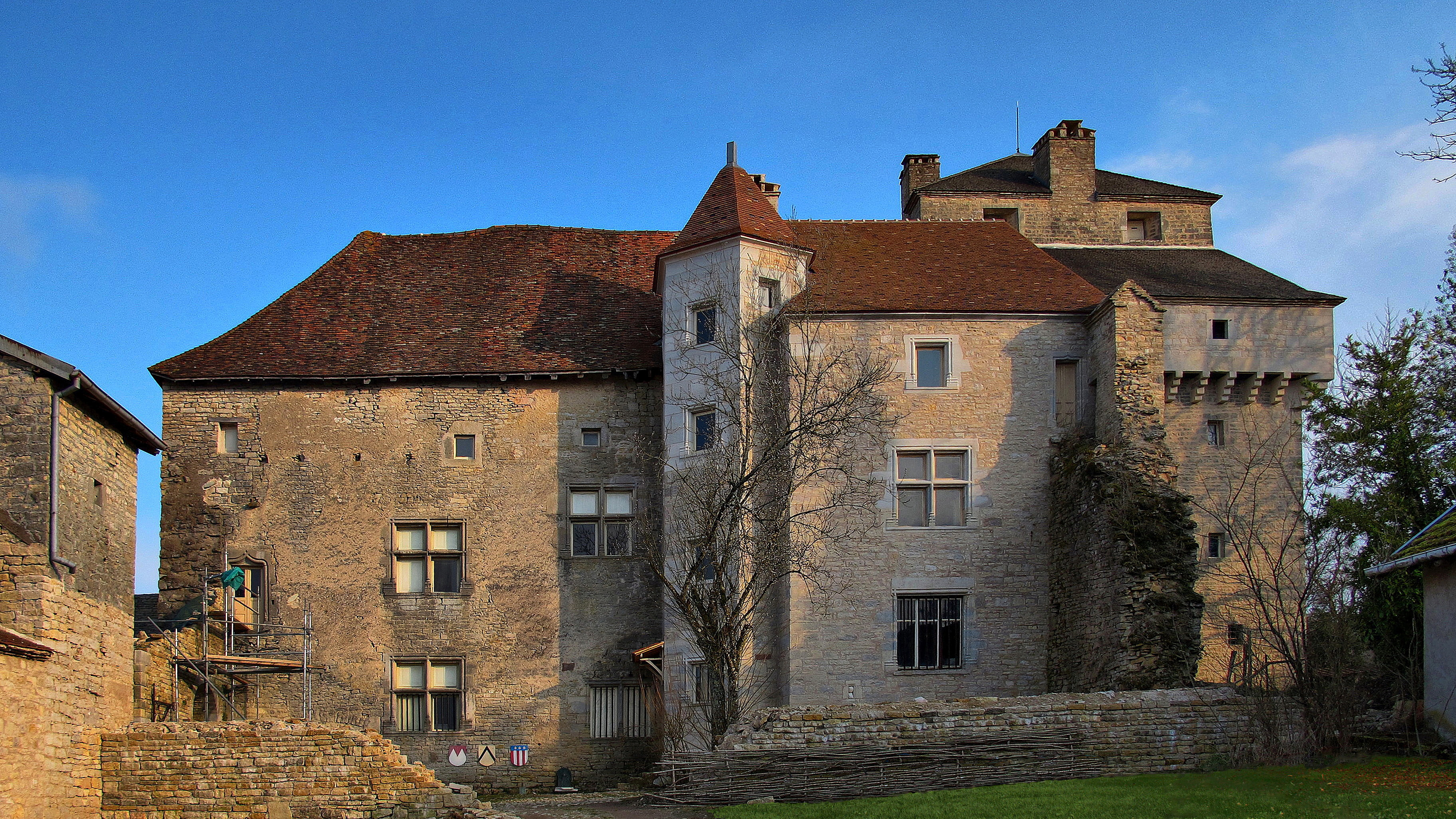
Schloss

Die Dorfkirche von Vallerois-le-Bois wurde 1853 weitgehend neu erbaut. Erhalten geblieben ist einzig der Chorraum des Vorgängerbaus aus dem 16. Jahrhundert. Zur Kirchenausstattung gehören ein Taufbecken aus dem 17. Jahrhundert und Mobiliar aus dem 18. Jahrhundert. 
Das partiell im Verfall begriffene Château de Vallerois stammt ursprünglich aus dem Mittelalter. Der Bergfried zeigt Teile aus dem 12. und 15. Jahrhundert, während die Wohngebäude aus der Zeit der Renaissance datieren. Eine Restaurierung des Baudenkmals ist im Gang.

## Bevölkerung
| Jahr                       | 1962 | 1968 | 1975 | 1982 | 1990 | 1999 |
| Einwohner                  | 240  | 238  | 214  | 231  | 252  | 253  |
| Quellen: Cassini und INSEE |      |      |      |      |      |      |

Mit 262 Einwohnern (2005) gehört Vallerois-le-Bois zu den kleinen Gemeinden des Département Haute-Saône. Nachdem die Einwohnerzahl in der ersten Hälfte des 20. Jahrhunderts deutlich abgenommen hatte (1881 wurden noch 603 Personen gezählt), wurde seit Mitte der 1970er Jahre wieder ein leichtes Bevölkerungswachstum verzeichnet.

## Wirtschaft und Infrastruktur
Vallerois-le-Bois war bis weit ins 20. Jahrhundert hinein ein vorwiegend durch die Landwirtschaft (Ackerbau, Obstbau und Viehzucht) und die Forstwirtschaft geprägtes Dorf. Daneben gibt es heute verschiedene Betriebe des Kleingewerbes, vor allem in den Branchen Maschinenbau und Feinmechanik. Mittlerweile hat sich das Dorf auch zu einer Wohngemeinde gewandelt. Viele Erwerbstätige sind deshalb Wegpendler, die in den größeren Ortschaften der Umgebung ihrer Arbeit nachgehen.
Die Ortschaft ist verkehrstechnisch gut erschlossen. Sie liegt nahe der Hauptstraße D9, die von Vesoul nach Villersexel führt. Weitere Straßenverbindungen bestehen mit Montbozon, Noroy-le-Bourg und Borey.